# Aguégués
Aguégués es una comuna beninesa perteneciente al departamento de Ouémé.
En 2013 la comuna tiene una población total de 44 562 habitantes.
Se ubica entre Porto Novo y el lago Nokoué.

## Subdivisiones
Comprende los siguientes arrondissements:
- Avagbodji
- Houédomè
- Zoungamè